# Brytyjskie okręty podwodne typu V (1943)
Okręty podwodne typu V (nazywane czasem typem Vampire) – typ brytyjskich okrętów podwodnych, budowanych od 1943 roku. Z zamówionych 42 jednostek ostatecznie ukończono 22 okręty, zamówienie na pozostałe zostało anulowane na przełomie 1943 i 1944 roku. Poza Royal Navy okręty tego typu służyły również w marynarkach wojennych Norwegii, Grecji, Wolnej Francji, powojennej Marine nationale i Danii.

## Historia
Okręty podwodne typu V powstały jako udoskonalona wersja wcześniejszego typu U z częściowo spawanym kadłubem o większej wytrzymałości. Pierwsze zamówienie na osiem okrętów zostało złożone w końcu 1941 roku, w miejsce anulowanego zamówienia na jednostki poprzedniego typu. W kolejnych latach zamówiono dwie następne serie 19 i 15 jednostek typu V, lecz pod koniec 1943 i na początku 1944 roku anulowano zamówienia na 20 z nich. Łącznie ukończono budowę 22 okrętów typu V.
Pierwsze okręty podwodne typu V weszły do służby w Royal Navy w drugiej połowie 1943 roku. Większość z nich służyła operacyjnie podczas II wojny światowej na Morzu Śródziemnym i Morzu Północnym, jednak malejąca pod koniec wojny aktywność floty niemieckiej na tych akwenach spowodowała, że nie odniosły większych sukcesów. "Venturer" pod dowództwem porucznika Jamesa S. Laundersa zatopił dwa niemieckie okręty podwodne: U-771 11 listopada 1944 oraz U-864 9 lutego 1945. Ten drugi przypadek jest jedynym znanym w historii, gdy oba okręty podwodne, atakujący i zatopiony, pozostawały w zanurzeniu.
Żaden z okrętów podwodnych typu V nie został utracony podczas trwania działań wojennych. 5 jednostek tego typu zostało podczas II wojny światowej przekazanych przez Wielką Brytanię do flot sprzymierzonych. Były to greckie "Pipinos" (dawny "Veldt") i "Delfin" ("Vengeful"), francuskie "Doris" ("Vineyard") i "Morse" ("Vortex") oraz norweski "Utsira" ("Variance"). Już po zakończeniu wojny kolejne trzy okręty otrzymała marynarka norweska: "Utstein" ("Venturer"), "Utraer" ("Viking") i "Uthaug" ("Votary"); dwa duńska: "Saelen" (dawny francuski "Morse" – "Vortex") i "Storen" ("Vulpine") oraz dwa grecka: "Argonaftis" ("Virulent") i "Triaina" ("Volatile").

## Opis konstrukcji
Okręty podwodne typu V były jednostkami o pojedynczym, częściowo spawanym kadłubie, podzielonym przy pomocy grodzi wodoszczelnych na trzy przedziały. W pierwszym przedziale, dziobowym, mieściły się cztery wyrzutnie torpedowe, torpedy zapasowe oraz znajdowały pomieszczenia załogi i magazyn żywności. Przedział środkowy zajmowały kwatery podoficerów i oficerów oraz centrala dowodzenia, w przedziale rufowym znajdowała się siłownia okrętowa. Operacyjna głębokość zanurzenia okrętów typu V wynosiła 90 m.
Napęd stanowiły dwa silniki elektryczne produkcji General Electric o łącznej mocy 760 hp, poruszające za pośrednictwem wałów napędowych dwie śruby. Podczas poruszania się na powierzchni silniki elektryczne były zasilane w energię przez generatory napędzane dwoma silnikami wysokoprężnymi Davey-Paxman o mocy po 400 hp każdy. Przewożony zapas paliwa płynnego pozwalał okrętom przebyć 4700 Mm przy prędkości 10 w. W pływaniu podwodnym silniki elektryczne były zasilane przez akumulatory, nadające okrętom maksymalną prędkość 9 w.
Podstawowym uzbrojeniem okrętów podwodnych typu V były cztery wyrzutnie torped kal. 533 mm. Oprócz torped ładowanych do wyrzutni okręty dysponowały jeszcze czterema torpedami zapasowymi, umożliwiające oddanie drugiej salwy. Ponadto wszystkie okręty uzbrojone były w armatę kal. 76 mm, umieszczoną na pokładzie przed kioskiem oraz trzy karabiny maszynowe Lewis kal. 7,7 mm.
Załogi okrętów podwodnych typu V składały się według etatu z czterech oficerów oraz 29 podoficerów i marynarzy.

## Lista okrętów podwodnych typuV
- HMS "Venturer" (numer taktyczny P.68) – w 1946 roku przekazany Norwegii i przemianowany na "Utstein"
- HMS "Viking" (P.69) – w 1946 roku przekazany Norwegii i przemianowany na "Utvaer"
- HMS "Veldt" (P.71) – 1 listopada 1943 roku przekazany marynarce wojennej Grecji i nazwany "Pipinos", w służbie do 1957 roku
- HMS "Vampire (P.72) – złomowany 5 marca 1950 roku
- HMS "Vox" (P.73) – przejął nazwę po przekazanym Wolnym Francuzom okręcie typu U
- HMS "Vigorous" (P.74)
- HMS "Virtue" (P.75)
- HMS "Visigoth" (P.76)
- HMS "Vivid" (P.77)
- HMS "Voracious" (P.78)
- HMS "Vulpine" (P.79) – w 1947 roku przekazany Danii pod nazwą "Storen", w służbie do 1958 roku
- HMS "Varne" (P.81)
- HMS "Upshot" (P.82)
- HMS "Urtica" (P.83)
- HMS "Vineyard" (P.84) – w latach 1944-1947 służył w marynarce francuskiej pod nazwą „Doris”, złomowany w 1950 roku
- HMS "Variance" (P.85) – przejęty przed ukończeniem przez Norwegię pod nazwą "Utsira", w służbie do 1965 roku
- HMS "Vengeful" (P.86) – w latach 1945-1957 grecki "Delfin"
- HMS "Vortex" (P.87) – w latach 1944-1947 francuski "Morse", w 1947 roku przekazany Danii, służył pod nazwą "Saelen" do 1957 roku
- HMS "Virulent" (P.95) – w maju 1946 roku przekazany Grecji jako "Argonaftis", w służbie do 1958 roku
- HMS "Volatile" (P.96) – w maju 1946 roku przekazany Grecji jako "Triaina", w służbie do października 1958 roku
- HMS "Vagabond" (P.18)
- HMS "Votary" (P.29) – od 1946 roku norweski "Uthaug"[2].